# Ginevra de' Benci
Ginevra de' Benci là một bức tranh chân dung của Leonardo da Vinci vẽ Ginevra de' Benci - một nhà quý tộc Florentine thế kỷ 15. Đây là một trong bốn bức chân dung phụ nữ của Leonardo, bên cạnh Mona Lisa, chân dung Người đàn bà và con chồn, và La belle ferronnière.  Hiện tại, bức tranh đang được trưng bày tại Phòng trưng bày Nghệ thuật Quốc gia ở Washington, D.C. Hoa Kỳ; đây là bức tranh duy nhất của Leonardo được trưng bày và lưu trữ ở Châu Mỹ.